# ستراي كيدز
ستراي كيدز ((هانغل: 스트레이 키즈)) هي مجموعة فتيان من كوريا الجنوبية التي شكلتها شركة جاي واي بي الترفيهية من خلال البرنامِج الواقعي 2017 «ستراي كيدز». تتألف الفرقة من ثمانية أعضاء، هم: بانغ تشان، لي مين هو، سيو تشانغبين، هوانغ هيون جين، هان جي سونغ، لي فيليكس، كيم سيونغ مين ويانغ جونغ إن. ترسمت الفرقة في 25 مارس 2018، مع ألبومها المصغر “I Am NOT”، والذي يحتوي على أغانِ من كتابة تأليف الأعضاء بنفسهم.

## التاريخ

### 2017–الوقت الحاضر: تشكيل الفريق من خلال البرنامج الواقعي  وMixtape
في آب / أغسطس عام 2017، أعلنت وكالة JYP الترفيه (JYPE) رسميا برنامج الواقعي لمشروع تشكيل فرقة فتيان جديدة. المزيد من التفاصيل والصور التشويقية صدرت في الشهرين المقبلين، بما في ذلك اسم البرنامجِ—ستراي كيدز. قبل العرض، JYPE أصدرت فيديو كليب لـللفرقة القادمة «ستراي كيدز» بعنوان "Hellevator". بُث العرض للمرة الأول في 17 أكتوبر وعلى الرغم من وجود الإقصاء، فقد انتهى البرنامج بتشكيل الفرقة مع  التسعة الأعضاء الأصليين.
بالإضافة إلى الإعلان عن موقع ستراي كيدز الرسمي، أعلنت JYPE عن إفراج أول (EP) بعنوان Mixtape في 8 يناير 2018. يحتوي ال EP على سبعة أغاني شارك في كتابتها وإنتاجها الأعضاء، بما في ذلك "Hellevator" وغيرها من الأغاني التي قاموا بها خلال البرنامِج.

## الأعضاء

### أعضاء حاليون
- بانغ تشان (هانغل: 방찬) قائد، مغني.
- لي نو (هانغل: 이민호) راقص، مغني.
- سيو تشانغ بين (هانغل: 서창빈) مغني.
- هوانغ هيون جين (هانغل: 황현진) مغني.
- هان جي سونغ (هانغل: 한지성) مغني، راقص.
- لي فيليكس (هانغل: 필릭스) مغني.
- كيم سيونغ مين (هانغل: 김승민) راقص.
- يانغ جونغ إن (هانغل: 양정인) راقص.

### أعضاء سابقون
- كيم وو جين (هانغل: 김우진) مغني. (2017–2019)

## ديسكوغرافيا

### ألبومات الاستوديو
قائمة ألبومات الاستديو من إصدار ستراي كيدز مع المبيعات، تاريخ الإصدار والإصدارات المنفردة من كل إصدار 
| العنوان              | تاريخ الإصدار  | المبيعات       | المبيعات | المبيعات                   | الإصدارات المنفردة                                    |
| العنوان              | تاريخ الإصدار  | كوريا الجنوبية | اليابان  | الولايات المتحدة الأمريكية | الإصدارات المنفردة                                    |
| -------------------- | -------------- | -------------- | -------- | -------------------------- | ----------------------------------------------------- |
| غو لايف (Go Live)    | 17 يونيو 2020  | 757,640        | 46,090   | —                          | ميكستيب: غون دايز (Mixtape: Gone Days)                |
| غو لايف (Go Live)    | 17 يونيو 2020  | 757,640        | 46,090   | —                          | ميكستيب: أون تراك (Mixtape: On Track) (바보라도 알아) |
| غو لايف (Go Live)    | 17 يونيو 2020  | 757,640        | 46,090   | —                          | توب (Top)                                             |
| غو لايف (Go Live)    | 17 يونيو 2020  | 757,640        | 46,090   | —                          | شين منيو (God's Menu) (神메뉴)                        |
| نويزي (Noeasy)       | 23 أغسطس 2021  | 1,883,698      | 54,169   | 16,100                     | ميكستيب: أوه (Mixtape: Oh) (애)                       |
| نويزي (Noeasy)       | 23 أغسطس 2021  | 1,883,698      | 54,169   | 16,100                     | سوريكون (Thunderous) (소리꾼)                         |
| ذا ساوند (The Sound) | 22 فبراير 2023 | —              | 471,063  | —                          | سكارز (Scars)                                         |
| ذا ساوند (The Sound) | 22 فبراير 2023 | —              | 471,063  | —                          | ذا ساوند (The Sound)                                  |
| فايف ستار (5-Star)   | 2 يونيو 2023   | 5,258,829      | 211,676  | 526,000                    | ميكستيب: تايم آوت (Mixtape: Time Out)                 |
| فايف ستار (5-Star)   | 2 يونيو 2023   | 5,258,829      | 211,676  | 526,000                    | إس كلاس (S-Class) (특)                                |
| جاينت (Giant)        | 13 نوفمبر 2024 | —              | 439,418  | —                          | جاينت (Giant)                                         |

### الأسطوانات المطوّلة
قائمة الأسطوانات المطوّلة من إصدار ستراي كيدز مع المبيعات، تاريخ الإصدار والإصدارات المنفردة من كل إصدار 
| العنوان                                         | تاريخ الإصدار  | المبيعات       | المبيعات | المبيعات                   | الإصدارات المنفردة                   |
| العنوان                                         | تاريخ الإصدار  | كوريا الجنوبية | اليابان  | الولايات المتحدة الأمريكية | الإصدارات المنفردة                   |
| ----------------------------------------------- | -------------- | -------------- | -------- | -------------------------- | ------------------------------------ |
| ميكستيب (Mixtape)                               | 8 يناير 2018   | 169,714        | 1,063    | —                          | هيليفيتور (Hellevator)               |
| آي آم نوت (I Am Not)                            | 26 مارس 2018   | 337,165        | 2,036    | —                          | ديستريكت 9 (District 9)              |
| آي آم هو (I Am Who)                             | 6 أغسطس 2018   | 284,366        | 1,474    | —                          | ماي پيس (My Pace)                    |
| آي آم يو (I Am You)                             | 22 أكتوبر 2018 | 340,595        | 2,234    | 2,000                      | آي آم يو (I Am You)                  |
| كلي 1: ميرو (Clé 1: Miroh)                      | 25 مارس 2019   | 354,796        | 5,856    | 1,000                      | ميرو (Miroh)                         |
| كلي 2: يلو وود (Clé 2: Yellow Wood)             | 19 يونيو 2019  | 266,925        | 3,379    | —                          | سايد إيفيكتس (Side Effects) (부작용) |
| كلي: ليڤانتر (Clé: Levanter)                    | 9 ديسمبر 2019  | 445,996        | 9,116    | —                          | دبل نوت (Double Knot)                |
| كلي: ليڤانتر (Clé: Levanter)                    | 9 ديسمبر 2019  | 445,996        | 9,116    | —                          | ليڤانتر (Levanter) (바람)            |
| أول إن (All In)                                 | 4 نوفمبر 2020  | —              | 59,361   | —                          | توب (Top)                            |
| أول إن (All In)                                 | 4 نوفمبر 2020  | —              | 59,361   | —                          | أول إن (All In)                      |
| أوديناري (Oddinary)                             | 18 مارس 2020   | 2,022,277      | 64,464   | 204,000                    | مانياك (Maniac)                      |
| سيركس (Circus)                                  | 22 يونيو 2022  | —              | 151,840  | —                          | يور آيز (Your Eyes)                  |
| سيركس (Circus)                                  | 22 يونيو 2022  | —              | 151,840  | —                          | سيركس (Circus)                       |
| ماكسيدنت (Maxident)                             | 7 أكتوبر 2022  | 3,653,734      | 106,801  | 200,500                    | كيس 143 (Case 143)                   |
| سوشال باث \ سوبر بول (Social Path / Super Bowl) | 6 سبتمبر 2023  | —              | 709,710  | —                          | سوبر بول (Super Bowl)                |
| سوشال باث \ سوبر بول (Social Path / Super Bowl) | 6 سبتمبر 2023  | —              | 709,710  | —                          | سوشال باث (Social Path) مع ليسا      |
| روك-ستار (Rock-Star)                            | 10 نوفمبر 2023 | 4,256,838      | 228,309  | 490,000                    | لالالالا (Lalalala) (락 (樂))        |
| إيت (Ate)                                       | 19 يوليو 2024  | 2,934,121      | 207,056  | 262,700                    | تشك تشك بوم (Chk Chk Boom)           |

### أشرطة المنوعات
قائمة أشرطة المنوعات من إصدار ستراي كيدز مع المبيعات، تاريخ الإصدار والإصدارات المنفردة من كل إصدار
| العنوان   | تاريخ الإصدار  | المبيعات       | المبيعات | المبيعات                   | الإصدارات المنفردة               |
| العنوان   | تاريخ الإصدار  | كوريا الجنوبية | اليابان  | الولايات المتحدة الأمريكية | الإصدارات المنفردة               |
| --------- | -------------- | -------------- | -------- | -------------------------- | -------------------------------- |
| هوب (Hop) | 13 ديسمبر 2024 | 2,162,217      | 90,252   | 176,000                    | ووكين أون واتر (Walkin on Water) |

## فيلموغرافيا

### برامج واقعية
- ستراي كيدز (2017, إمنت)

2018“The 9th”
SPOT KIDS:BLACK
Tow kids room
SKZ-TALKER
SKZ&SKZ
SKZ's HONEY TIPS

## روابط خارجية
- الموقع الرسمي
- ستراي كيدز على موقع IMDb (الإنجليزية)
- ستراي كيدز على موقع ميوزك برينز (الإنجليزية)
- ستراي كيدز على موقع أول ميوزيك (الإنجليزية)
- ستراي كيدز على موقع ديسكوغز (الإنجليزية)